# Kundl
Kundl – gmina targowa w Austrii, w kraju związkowym Tyrol, w powiecie Kufstein. Liczy 4164 mieszkańców.